# Pleistos
El Pleistos és un riu de Grècia. Naix al mont Parnàs prop del poble d'Aracova a Beòcia. Corre en direcció ponent entre els monts Parnàs i Cirfe, passa al sud de Delfos i la plana d'Amfissa. Desemboca al golf de Corint prop del poble de Cirra a la Fòcida. En l'actualitat només té aigua d'hivern, el que es reflecteix en el seu nom modern «Xeropotamos» (riu sec).
El nom prové d'una divinitat grega, fill de Oceà i Tetis.